# Ian Wright (aviron)
Pour les articles homonymes, voir Wright et Ian Wright (homonymie).
Ian Wright est un rameur néo-zélandais né le 9 décembre 1961 à Wanganui.

## Biographie
Il dispute les épreuves d'aviron aux Jeux olympiques d'été de 1988 à Séoul où il remporte une médaille de bronze en quatre avec barreur.

## Palmarès

### Jeux olympiques
- Jeux olympiques d'été de 1988 à Séoul
  -  Médaille de bronze en quatre avec barreur[1]

### Championnats du monde
- Championnats du monde d'aviron 1989 à Bled
  -  Médaille de bronze